# Sušica, Ivančna Gorica
Sušica este o localitate din comuna Ivančna Gorica, Slovenia, cu o populație de 109 locuitori.